# 斑鰭獅子魚
斑鰭獅子魚，為輻鰭魚綱鮋形目杜父魚亞目獅子魚科的其中一種，分布於北太平洋區，從俄羅斯堪察加半島至美國奧勒岡州海域，棲息深度可達183公尺，為底棲性魚類，體長可達11.4公分，屬肉食性，生活習性不明。

## 擴展閱讀
維基物種上的相關：斑鰭獅子魚